# كاميل سيرف
كاميل سيرف (بالفرنسية: Camille Cerf)‏ هي عارضة أزياء وملكة جمال فرنسية ولدت في يوم 9 ديسمبر 1994 في مدينة كاليه في فرنسا، فازت كاميل سيرف بلقب ملكة جمال فرنسا لسنة 2015 بعد أن مثلت منطقة نور با دو كاليه وثم مثلت فرنسا في مسابقة ملكة جمال الكون لسنة 2014.

## النشأة
نشأت سيرف في كولن في ألمانيا مع عائلتها وشقيقتها التوأم ماتيلدي. دخلت عالم عروض الأزياء في عمر ال15 بعد أن عملت مع إيليت مودل ماناجمينت. درست إدارة الأعمال لتصبح سكرتيرة صحفية. بعد وفاة والدها بسبب مرض السرطان نشطت في تأسيس مؤسسة لمساعدة مرضى السرطان لكي يعيشوا بشكل أفضل.